# Leptogenys pruinosa
Leptogenys pruinosa är en myrart som beskrevs av Auguste-Henri Forel 1900. Leptogenys pruinosa ingår i släktet Leptogenys och familjen myror. Inga underarter finns listade i Catalogue of Life.